# Roanoke Building
Le Roanoke Building est un gratte-ciel de 138 mètres de hauteur (hauteur du toit) construit à Chicago aux États-Unis entre 1913 à 1925 dans le quartier d'affaires du Loop (Downtown Chicago).
L'immeuble a été conçu dans un style Art déco par l'agence Holabird and Root et l'architecte Andrew N. Rebori
Les 16 premiers étages ont été construits de 1913 à 1915, cinq étages ont été ajoutés en 1922 et la tour a été construite en 1925.
Quatre cloches en bronze ont été installées au sommet de la tour et devaient sonner une composition originale tous les quarts d'heure.